# Philautus umbra
Philautus umbra es una especie de ranas que habita en Malasia y, posiblemente, también en Brunéi.